# Американо-лесотские отношения
Американо-лесотские отношения — двусторонние дипломатические отношения между США и Лесото. Государства являются членами Организации Объединённых Наций, Международного валютного фонда (МВФ) и Всемирного банка (ВБ).

## История
Соединённые Штаты Америки были одной из первых четырех стран, открывших посольство в Масеру после того, как Лесото обрело независимость от Великобритании в 1966 году. С этого времени Лесото и Соединённые Штаты Америки последовательно поддерживают крепкие двусторонние отношения. В 1996 году Соединенные Штаты Америки прекратили двустороннюю программу по оказанию помощи Лесото. Южноафриканский региональный офис Агентства США по международному развитию (USAID) в Габороне (Ботсвана), в настоящее время управляет большей частью помощи для Лесото, которая в 2016 году составила сумму около 54 миллионов долларов США. Общий объем помощи для Лесото составил сумму более 73 миллионов долларов США, включая гуманитарную и продовольственную помощь.
«Корпус мира» действует в Лесото с 1967 года. Около 100 добровольцев «Корпуса мира» концентрируются в секторах сельского хозяйства, здравоохранения и образования. Правительство Лесото поощряет более широкое участие США в экономической жизни страны и приветствует интерес со стороны потенциальных американских инвесторов и поставщиков. В июле 2007 года правительство Лесото подписало соглашение с Millennium Challenge Corporation о выделении 362,5 миллиона долларов США на поддержку развития водного сектора, инфраструктуры здравоохранения и частного сектора. Срок действия договора истек в сентябре 2013 года, и около 1 миллиона человек ожидали получить выгоду от инвестиций.
Основные официальные лица США в Лесото:
- Посол — Ребекка Гонсалес[4];
- Заместитель главы дипломатической миссии — Дэниел Кац[5].